# 二甲炔酮
二甲炔酮，也译作地美炔酮（英語：Dimethisterone，商品名：Lutagan 或 Secrosteron等）是一种黄体制剂药物，过去被用于治疗一些妇科疾病以及作为避孕药，但现在已不再使用。